# Philippe Stoltz
Philippe, Maurice Stoltz, né le 16 novembre 1955 à Nancy (Meurthe-et-Moselle), est un officier général français.  Il est vice-chef d'état-major du Grand quartier général des puissances alliées en Europe depuis le 1er août 2012,.

## Décorations
|  |  |  |

### Intitulés
- Commandeur de la Légion d'honneur [3];
- Grand officier de l'ordre national du Mérite ;
- Croix de la valeur militaire, cinq citations